# Hiến pháp Brasil

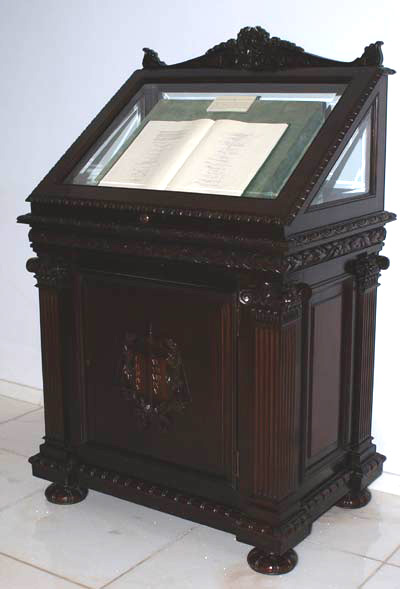
Văn bản Hiến pháp hiện tại của Brasil

Hiến pháp của Brasil là luật tối cao của Cộng hòa Liên bang Brasil. Hiến pháp hiện tại của Brasil đã được thông qua vào ngày 5 tháng 10 năm 1988.
Hiến pháp Brasil là nền tảng và nguồn cơ sở pháp lý nằm quy định sự tồn tại của Brasil và chính phủ liên bang Brasil. Hiến pháp quy định khuôn khổ cho việc tổ chức chính phủ Brasil và cho mối quan hệ của chính phủ liên bang với các tiểu bang, cho công dân, và cho tất cả mọi người trong Brasil.

## Lịch sử

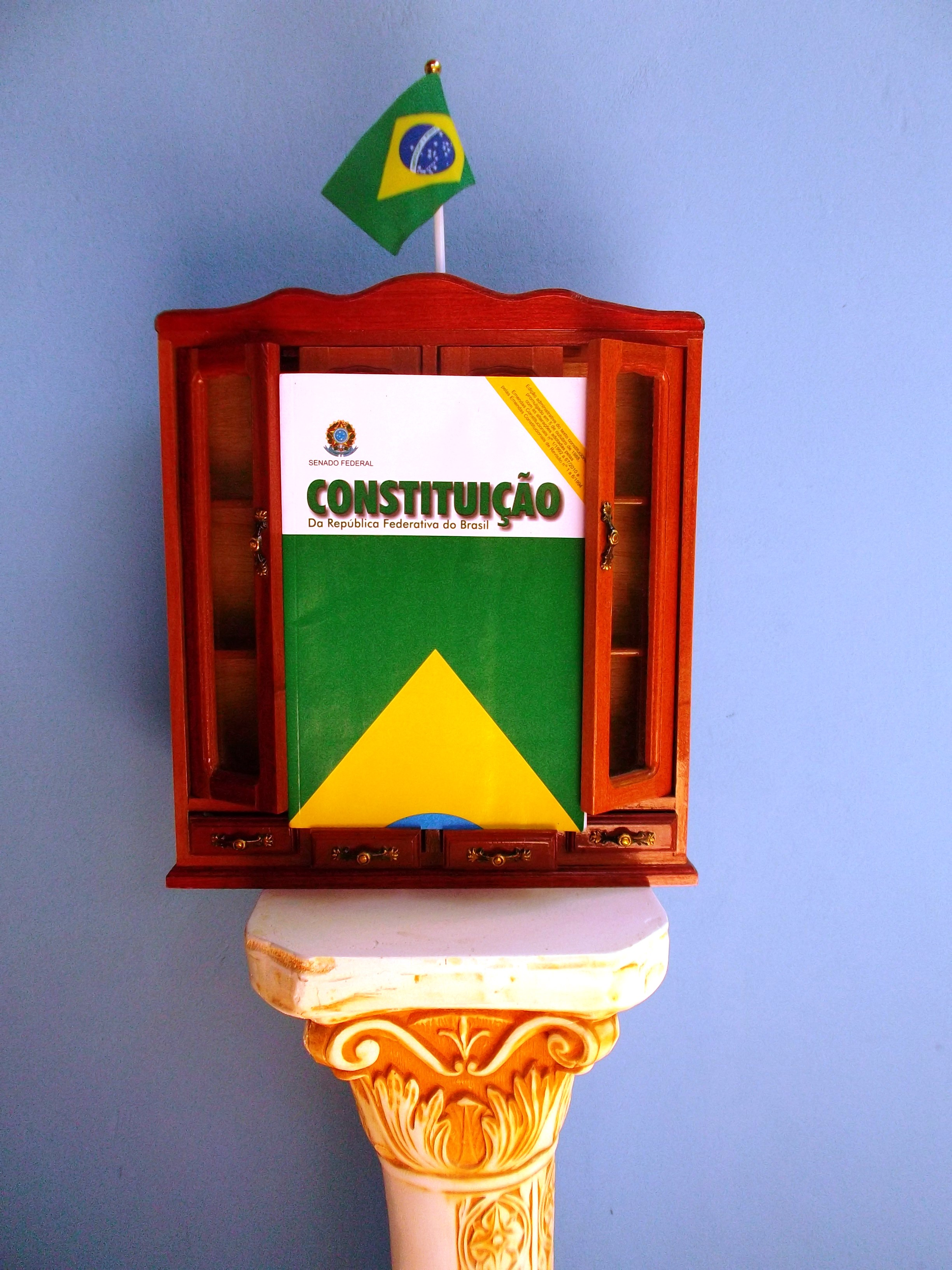
Trưng bày bản sao Hiến pháp Brasil

Hiến pháp hiện tại là hiến pháp thứ bảy của Brasil kể từ khi quốc gia này độc lập vào năm 1822, và lần thứ sáu kể từ khi tuyên bố của nước cộng hòa vào năm 1889. Nó được ban hành ngày 5 tháng 10 năm 1988, sau một quá trình hai năm mà nó được viết từ đầu. Sự phát triển của nó kéo dài hơn ba năm: từ 1985 đến 1988.
Việc soạn thảo một hiến pháp mới đã trở thành một điều cần thiết sau khi chế độ độc tài quân sự 20 tuổi đầu tiên ở Brasil kết thúc và sự biến đổi dân chủ toàn cầu đã bắt đầu. Ngày 18 tháng 7 năm 1985, Tổng thống Jose Sarney đã ban hành nghị định thành lập Ủy ban lâm thời về cải cách hiến pháp. Ủy ban này đã xây dựng một bản dự thảo sơ bộ, nhưng nó đã bị chỉ trích bởi cả hai bên trái và bên phải và không được đệ trình lên Hiến pháp để xem xét.
Hội đồng hiến pháp bắt đầu hoạt động theo hiến pháp vào tháng 2 năm 1987. Bà đã phát triển văn bản của luật cơ bản trong 8 nhiệm vụ chuyên đề được chia thành các tiểu ban. Tổng cộng, họ đã được xem xét khoảng 50 nghìn đề xuất và sửa đổi. Kết quả là, vào ngày 9 tháng 7 năm 1987, dự thảo hiến pháp đã được đệ trình để thảo luận quốc gia. Trong tháng, dân chúng đề xuất hơn 10.000 sửa đổi, được ký bởi khoảng 12 triệu người. 122 trong số đó đã được đưa vào văn bản cuối cùng của hiến pháp.
Cuộc bỏ phiếu cuối cùng về văn bản hiến pháp được tổ chức tại Hiến pháp vào ngày 22 tháng 9 năm 1988. Hiến pháp mới được thông qua bởi đa số áp đảo và chính thức có hiệu lực vào ngày 5 tháng 10 cùng năm.

## Đặc điểm chung
Hiến pháp hiện tại có một hình thức đặc trưng cho truyền thống Brasil: nó bao gồm một phần mở đầu, phần chính, bao gồm 250 bài báo trong chín phần, và các điều khoản hiến pháp chuyển tiếp (83 điều).
Theo hiến pháp, Brasil là một nhà nước dân chủ của pháp luật dựa trên các nguyên tắc chủ quyền, quyền công dân, nhân phẩm, giá trị xã hội, doanh nghiệp tự do và đa nguyên chính trị.
Ban đầu, hình thức chính phủ ở Brasil được thành lập bởi hiến pháp hiện tại là tạm thời, như theo Nghệ thuật. 2 điều khoản chuyển tiếp trong nước đã phải thông qua một cuộc trưng cầu dân ý về hình thức (cộng hòa hoặc chế độ quân chủ) và hệ thống chính phủ (quốc hội hoặc tổng thống). Điều kiện này đã được đưa vào Hiến pháp để sau hai mươi năm chế độ độc tài quân sự, người dân Brasil sẽ trở nên quen thuộc với các quan hệ dân chủ và có ý thức đáp ứng với xu hướng chủ nghĩa dân tộc nổi lên trong nước. Plebiscite diễn ra vào ngày 21 tháng 4 năm 1993, và trên đó đa số cử tri bỏ phiếu cho nước cộng hòa tổng thống.

## Sửa đổi
Theo Điều 60 của hiến pháp có thể được sửa đổi. Ít nhất một phần ba số thành viên của Hạ viện hoặc Thượng viện Liên bang, tổng thống của đất nước, cũng như các hội đồng lập pháp của các đối tượng của liên bang có thể cung cấp cho họ.
Tính đến tháng 5 năm 2011, 67 sửa đổi đã được thực hiện cho Hiến pháp Brasil. Điều quan trọng nhất trong số này là: giảm hoạt động độc quyền của công ty dầu mỏ quốc doanh Petrobras, giảm thời hạn tổng thống từ tám đến bốn năm, và được phép bầu lại tổng thống.

## Sự kiện thú vị
Các văn bản của hiến pháp hiện tại của Brasil bao gồm gần 42 nghìn từ, khiến đây là tài liệu to lớn nhất trong lịch sử của quốc gia này.
Hiến pháp bao gồm một chương đặc biệt "Người Da đỏ", trong đó người Da đỏ công nhận tổ chức xã hội, phong tục và truyền thống, ngôn ngữ và tín ngưỡng của họ, cũng như các quyền ban đầu đối với các vùng đất mà họ truyền thống chiếm.
Theo hiến pháp, những người trên 65 tuổi ở Brasil được cấp quyền đi lại miễn phí trong giao thông công cộng.